# Dasychira wandammena
Dasychira wandammena är en fjärilsart som beskrevs av Bethune-Baker 1916. Dasychira wandammena ingår i släktet Dasychira och familjen tofsspinnare. Inga underarter finns listade i Catalogue of Life.